# Messerschmitt Me P.1112
De Messerschmitt Me P.1112. is een jachtvliegtuig project van de Duitse vliegtuigontwerper Messerschmitt.

## Ontwikkeling
Het Me P.1112 project werd opgestart om de tekortkomingen van de P.1111 te verhelpen. Waldemar Vogt was het hoofd van de projectbureau. De eerste ontwerpen werden in het begin van 1945 gemaakt. Deze doorliepen een aantal aanpassingen voordat het definitieve ontwerp op tafel lag. Dit ontwerp was voorzien van een vleugel met een pijlstand van 40 graden. In iedere vleugel was een zelfdichtende brandstoftank van 250 kg geplaatst. Er was in de romp, direct boven de motor, nog een 550 kg tank aangebracht. De motor was een Heinkel-Hirth He S 011A straalmotor. In het ontwerp was rekening gehouden dat men later de krachtigere Heinkel-Hirth He S 011B wilde gaan inbouwen. De luchtinlaten waren aan weerskanten van de romp onder de vleugelwortels geplaatst. De staartsectie had een V-vorm. De cockpit was als drukcabine uitgevoerd en er was een schietstoel geplaatst. De voorruit bestond uit 100 mm dik kogelvrij glas, de zijkanten waren 60 mm dik.
De bewapening bestond uit vier 30 mm MK108 kanonnen. Deze waren in de zijkanten van de romp aangebracht. Twee MK108 kanonnen konden door twee 30 mm MK103 kanonnen worden vervangen. Tevens kon ook een 55 mm MK112 kanon in de rompzijkant worden geplaatst of een 50 mm MK214 kanon in de romp worden geplaatst. De loop van dit wapen ging door de bovenkant van de cockpitkap.
Vogt schatte dat het toestel de eerste testvluchten zou kunnen maken tegen de zomer van 1946. Men was reeds begonnen met de bouw van een schaalmodel van de rompvoorkant toen de Geallieerde troepen op 29 april 1945 Oberrammergau binnentrokken en de Messerschmitt werkplaatsen bezette. Alle documenten die betrekking hadden op de Me P.1112 werden in beslag genomen.

## Na de oorlog
Na de oorlog begon men in Amerika met de ontwikkeling van de Chance-Vought F7U-1. Hiervoor werden waarschijnlijk een deel van de in beslag gegevens gebruikt. De vleugels van dit toestel leken uiteindelijk erg veel op die van de Me P.1112. Dit was geen echte verrassing. Waldeman Vogt vond hier na de Tweede Wereldoorlog werk.
Vooroorlogse ontwerpen:
S 7 ·
S 8 ·
S 9 ·
S 10 ·
S 13 ·
S 14 ·
S 15 ·
S 16 ·
M 17 ·
M 18 ·
M 19 ·
M 20 ·
M 21 ·
M 22 ·
M 23 ·
M 24 ·
M 25 ·
M 26 ·
M 27 ·
M 28 ·
M 29 ·
M 30 ·
M 31 ·
M 33 ·
M 35 ·
M 36 · 
M 37
Ontwerpen 1933-1945:
Bf 108 · 
Bf 109 ·
Bf 109TL ·
Bf 109Z ·
Bf 110 ·
Bf 161 ·
Bf 162 ·
Me 163 · 
Me 209 ·
Me 210 ·
Me 261 ·
Me 262 · 
Me 263 ·
Me 264 · 
Me 265 · 
Me 290 · 
Me 309 ·
Me 309Z ·
Me 321 · 
Me 323 · 
Me 328 · 
Me 334 ·
Me 410 · 
Me 509 · 
Projecten tot 1945:
P.1051 ·
P.1062 ·
P.1065 ·
P.1070 ·
P.1073 ·
P.1092 ·
P.1095 ·
P.1099 ·
P.1100 ·
P.1101 ·
P.1102 ·
P.1103 ·
P.1104 ·
P.1106 ·
P.1107 ·
P.1108 ·
P.1109 ·
P.1110 ·
P.1111 ·
P.1112
Libelle ·
Schwalbe ·
Wespe ·
P.08.01 ·
Zerstörer Project II
Overig:
C-44